# James T. McIntyre

James T. McIntyre (links) bei der Vereidigung als Direktor des Office of Management and Budget (OMB) durch US-Vizepräsident Walter Mondale (1977).

James „Jim“ Talmadge McIntyre Jr. (* 17. Dezember 1940 in Vidalia, Georgia) ist ein ehemaliger US-amerikanischer Regierungsbeamter, der unter anderem zwischen 1977 und 1981 im Kabinett Carter Direktor des Büros für Verwaltung und Haushalt OMB (Office of Management and Budget) war.

## Leben
James Talmadge McIntyre Jr. absolvierte nach dem Schulbesuch zunächst ein grundständiges Studium an der University of Georgia, welches er mit einem Bachelor of Arts (A.B.) beendete. Ein darauf folgendes Studium der Rechtswissenschaften an der juristischen Fakultät (Law School) der University of Georgia schloss er 1963 mit einem Juris Doctor (J.D.) ab. Im Anschluss erhielt er seine Zulassung als Rechtsanwalt von der Anwaltskammer des Bundesstaates Georgia (State Bar of Georgia). Im Anschluss nahm er 1964 eine Tätigkeit am Institut für Regierungswissenschaften (Institute of Government) der Universität auf und war zugleich als Rechtsanwalt in Athens tätig. Er war zwischen Juli 1966 und April 1970 Rechtsberater der Georgia Municipal Association, der Vereinigungen der Kommunen des Bundesstaates, vertrat in dieser Funktion Georgia als Mitglied verschiedener Gremien und Kommissionen und half bei der Umsetzung der Gesetzgebungsprogramme für die Kommunalverwaltungen mit. 
Im April 1970 wurde er stellvertretender Leiter der Kommission für Staatsfinanzen (Deputy State Revenue Commissioner) und wurde 1971 vom damaligen Gouverneur von Georgia Jimmy Carter zum Rechtsberater einer Studie zur Reorganisation und Managementverbesserung (Reorganization and Management Improvement Study) ernannt. Nachdem er 1972 Projektleiter der Koordinierungsstudie für staatliche und lokale Gebietskörperschaften war, wurde er im Oktober 1972 von Gouverneur Carter zum Direktor des Büros für Planung und Haushalt (Office of Planning and Budget) der Regierung von Georgia ernannt. In dieser Funktion wurde er im Januar 1975 von George Busbee, Carters Nachfolger als Gouverneur von Georgia, bestätigt.
Nach der Wahl von Jimmy Carter zum US-Präsidenten wurde Jim McIntyre am 16. Februar 1977 zum stellvertretenden Direktor des Büros für Verwaltung und Haushalt ernannt. Zu seinen Aufgaben als stellvertretender Direktor des OMB gehörten die Verwaltung des Staatshaushalts und die Leitung der staatlichen Vorhaben in den Bereichen Planung, zwischenstaatliche Beziehungen, Managementverbesserung, Energieeinsparung, Kunstförderung, Regionalkommissionen und Küstenzonenmanagement.
Nachdem Bert Lance zurücktreten musste, wurde James T. McIntyre am 24. September 1977 schließlich selbst Direktor des Büros für Verwaltung und Haushalt OMB (Office of Management and Budget) im Kabinett Carter und bekleidete dieses Amt bis zum Ende von Carters Amtszeit am 20. Januar 1981.
Nach seinem Ausscheiden aus Diensten der Regierung war er als Rechtsanwalt für die Anwaltskanzlei Hansell & Post in Washington, D.C tätig. Am 3. September 1987 wurde er von US-Präsident Ronald Reagan zum Mitglied einer zwölfköpfigen Präsidialkommission für Privatisierung (President’s Commission on Privatization) unter dem Vorsitz von David F. Linowes ernannt.
Aus seiner Ehe mit Maureen Ball gingen drei Töchter hervor.

## Veröffentlichung
- The tides of fortune, 2008

## Weblink
- Office of Management and Budget Nomination of James T. McIntyre, Jr., To Be Deputy Director. In: The American Presidency Project. 16. Februar 1977, abgerufen am 22. Juli 2023 (englisch).